# هوندا إس 800
هوندا إس 800 (بالإنجليزية: Honda S800)‏ هي سيارة من طراز سيارة رياضية من تصنيع شركة هوندا موتورز اليابانية. بدأ تصنيعها لأول مرة سنة 1966. سبقتها سيارة هوندا إس 600 ولحقتها سيارة هوندا إس 2000.